# Memoriał Alfreda Smoczyka 1992
XLII Memoriał Alfreda Smoczyka odbył się 14 czerwca 1992 r. Wygrał Jarosław Szymkowiak z zielonogórskiego klubu.

## Wyniki
- 14 czerwca 1992 r. (niedziela), Stadion im. Alfreda Smoczyka (Leszno)
- Najlepszy Czas Dnia: Jacek Rempała – w 2 wyścigu - 64,7 sek.

| Msc. | Zawodnik                 | Klub                  | Pkt |             |  |
| ---- | ------------------------ | --------------------- | --- | ----------- |  |
| 1    | (14) Jarosław Szymkowiak | Morawski Zielona Góra | 15  | (3,3,3,3,3) |  |
| 2    | (5) Jacek Rempała        | Unia Tarnów           | 13  | (3,2,3,3,2) |  |
| 3    | (10) Zenon Kasprzak      | Unia Leszno           | 11  | (3,2,2,2,2) |  |
| 4    | (1) Roman Jankowski      | Unia Leszno           | 10  | (3,3,1,d,3) |  |
| 5    | (4) Jacek Gollob         | Polonia Bydgoszcz     | 10  | (1,2,3,3,1) |  |
| 6    | (8) Zbigniew Krakowski   | Unia Leszno           | 9   | (1,3,2,3,0) |  |
| 7    | (15) Robert Ralis        | Unia Leszno           | 8   | (1,2,2,2,1) |  |
| 8    | (3) Adam Fajfer          | Start Gniezno         | 7   | (2,3,0,0,2) |  |
| 9    | (11) Jacek Gomólski      | Start Gniezno         | 7   | (2,1,2,2,0) |  |
| 10   | (12) Waldemar Cieślewicz | Polonia Bydgoszcz     | 6   | (0,1,w,2,3) |  |
| 11   | (6) Eugeniusz Skupień    | ROW Rybnik            | 6   | (2,1,3,0,d) |  |
| 12   | (16) Dariusz Łowicki     | Unia Leszno           | 6   | (2,d,0,1,3) |  |
| 13   | (9) Mirosław Korbel      | ROW Rybnik            | 6   | (1,1,1,1,2) |  |
| 14   | (13) Waldemar Cisoń      | Polonia Piła          | 2   | (0,0,0,1,1) |  |
| 15   | (2) Piotr Grycaj         | Unia Leszno           | 2   | (d,0,1,0,1) |  |
| 16   | (7) Maciej Jaworek       | Morawski Zielona Góra | 1   | (0,0,1,d,-) |  |
|      | rez. Sławomir Rypień     | Unia Leszno           | 0   | (t)         |  |

Bieg po biegu
1. (66,1) Jankowski, Fajfer, Gollob, Grycaj (d)
2. (64,7) Rempała, Skupień, Krakowski, Jaworek
3. (65,3) Kasprzak, Gomólski, Korbel, Cieślewicz
4. (66,0) Szymkowiak, Łowicki, Ralis, Cisoń
5. (66,1) Jankowski, Rempała, Korbel, Cisoń
6. (65,3) Szymkowiak, Kasprzak, Skupień, Grycaj
7. (66,1) Fajfer, Ralis, Gomólski, Jaworek
8. (66,2) Krakowski, Gollob, Cieślewicz, Łowicki (d)
9. (65,8) Skupień, Gomólski, Jankowski, Łowicki
10. (66,7) Rempała, Ralis, Grycaj, Cieślewicz (w)
11. (65,7) Szymkowiak, Krakowski, Korbel, Fajfer
12. (65,9) Gollob, Kasprzak, Jaworek, Cisoń
13. (67,2) Szymkowiak, Cieślewicz, Jaworek (d), Jankowski (d)
14. (66,3) Krakowski, Gomólski, Cisoń, Grycaj
15. (65,7) Rempała, Kasprzak, Łowicki, Fajfer
16. (66,3) Gollob, Ralis, Korbel, Skupień
17. (67,1) Jankowski, Kasprzak, Ralis, Krakowski
18. (67,0) Łowicki, Korbel, Grycaj, Rypień (t) / Rypień za Jaworka
19. (brak czasu) Cieślewicz, Fajfer, Cisoń, Skupień (d)
20. (66,9) Szymkowiak, Rempała, Gollob, Gomólski